# The Stylus

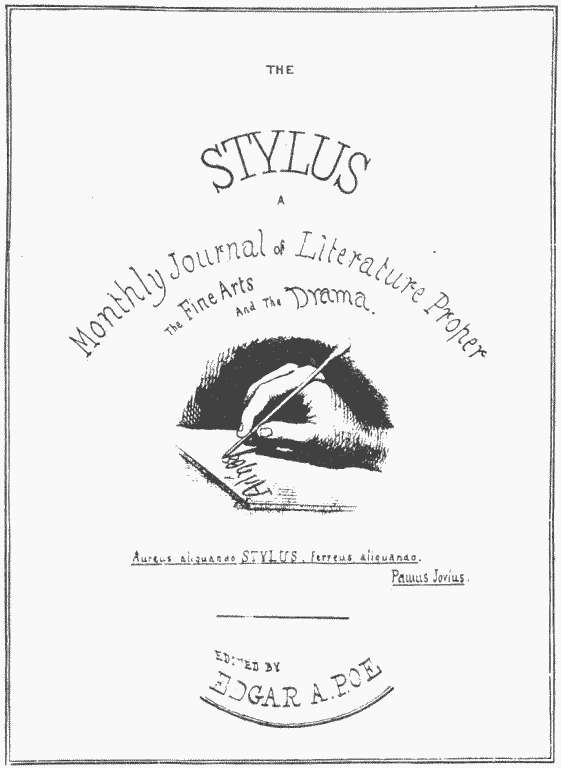
Designul lui Poe pentru coperta revistei The Stylus

The Stylus, ce urma inițial să fie numită The Penn, a fost un periodic proiectat să fie deținut și redactat de Edgar Allan Poe. Scriitorul avea un vis de lungă durată de a înființa o revistă americană cu standarde foarte ridicate, în scopul de a ridica din punct de vedere calitativ literatura epocii. În ciuda încercărilor de a atrage abonați și de a găsi susținători financiari și colaboratori, revista nu a mai fost publicată niciodată.

## Privire de ansamblu
Deși Poe s-a gândit să înființeze o revistă încă de prin 1834, el a lansat primul prospect în iunie 1840, imediat după ce a părăsit Burton's Gentleman's Magazine. Inițial, Poe intenționa să-și numească revista The Penn, deoarece ar fi avut sediul în Philadelphia, Pennsylvania. În ediția din 6 iunie 1840 a ziarului Saturday Evening Post din Philadelphia, Poe a cumpărat spațiu publicitar pentru a-și publica prospectul: „PROSPECTUL REVISTEI PENN, jurnal literar lunar ce va fi redactat și publicat în orașul Philadelphia, de Edgar A. Poe”. Mulți așteptau cu nerăbdare apariția revistei, inclusiv jurnalistul originar din Connecticut Jesse Erskine Dow, editor al ziarului Index, care a scris: „Avem încredere că în curând va apărea Penn Magazine, o lucrare care, dacă va fi dusă la capăt așa cum a plănuit, va desființa monopolul pompozității și va rupe lanțurile cu care un grup de pensionari cu cap pătrat au încins atât de mult timp frunțile tinerilor intelectuali care sunt prea mândri pentru a plăti un proxenet literar pentru o recenzie favorabilă într-un mamut de șase penny sau pentru o vorbă bună cu părinții lui Row, care beau vin din cranii de autori și se îngrașă cu gâștele care se hrănesc cu iarba ce se leagănă pe mormintele lor timpurii”.
Poe și-a dat seama curând că are nevoie de „eforturi pentru a sprijini interesele generale ale Republicii Literelor, fără referire la anumite regiuni — considerând lumea în general ca adevărata audiență a autorului”. Poetul Thomas Holley Chivers, originar din Georgia, a susținut că el i-a sugerat această idee lui Poe. Revista a fost redenumită The Stylus, un joc de cuvinte între cuvântul „Penn” („stilou”) și în special „pana cu care grecii obișnuiau să scrie”.
Artistul F. O. C. Darley a semnat un contract pe 31 ianuarie 1843, pentru a crea ilustrații originale pentru The Stylus. Contractul presupunea realizarea a cel puțin trei ilustrații pe lună, „pe lemn sau pe hârtie”, dar nu mai mult de cinci. Darley ar fi câștigat 7 dolari pe ilustrație. Contractul a fost încheiat prin 1 iulie 1844. La scurt timp după semnarea acestui contract, Darley i-a ilustrat lui Poe povestirea „Cărăbușul de aur”. Pe 25 februarie 1843 a fost făcut un alt anunț pentru The Stylus, care a ocupat o pagină întreagă. Anunțul a subliniat statutul de poet al lui Poe și a inclus prima imagine publicată a lui Poe; Poe a scris despre ea: „eu sunt destul de urât, Dumnezeu știe, dar nici chiar așa”.

Într-o scrisoare către James Russell Lowell din data de 30 martie 1844, Poe a subliniat tipul necesar de revistă americană:

Cât de îngrozitoare este starea actuală a literaturii noastre! Către ce se îndreaptă lucrurile? Noi vrem... o revistă lunară bine constituită, cu un caracter, o circulație și o capacitate suficientă de a controla și de a da tonul literaturii noastre. Ar trebui să fie un exemplu de gust ridicat, dar nu prea rafinat: - adică, ar trebui să fie tipărită îndrăzneț, pe o hârtie excelentă, pe o singură coloană, și să fie ilustrată, nu doar împodobită, cu desene spirituale în stilul lui Grandville. Obiectivele sale principale ar trebui să fie Independența, Adevărul, Originalitatea. Ar trebui să fie o revistă de aproximativ 120 pp., ce va fi vândură la prețul de 5 dolari. Ea nu ar trebui să aibă nimic de-a face cu agenții sau cu agențiile. O astfel de revistă ar putea să-și exercite o prodigioasă influență și ar fi o sursă de bunăstare pentru proprietarii ei.

Poe i-a scris o scrisoare vărului său Neilson Poe pe 8 august 1845, în care a declarat foarte încrezător: „În ianuarie voi înființa o revistă”. Chiar și așa, el nu și-a văzut visul pus în practică în ciuda faptului că a primit mai multe solicitări pentru abonare. El a fost foarte aproape de a-și realiza țelul, cu toate acestea, atunci când a devenit proprietar și redactor al Broadway Journal în octombrie 1845. Aceasta și-a încetat apariția la scurt timp după aceea, iar ediția sa finală a apărut la 3 ianuarie 1846. Într-o scrisoare din ianuarie 1846 către Sarah Josepha Hale, Poe a scris că „B. Journal și-a îndeplinit destinul său... Nu am privit-o niciodată decât ca un supliment temporar al unui alt proiect”.
Acest mare proiect, a spus Poe, era să-și continue planurile sale pentru crearea propriei reviste. Prin august 1846, el a numit The Stylus „cel mare scop al vieții mele literare”. El a adăugat profetic: „Fără îndoială, (cu excepția cazului în care aș muri) că-l voi realiza”.

## Strângerea de fonduri

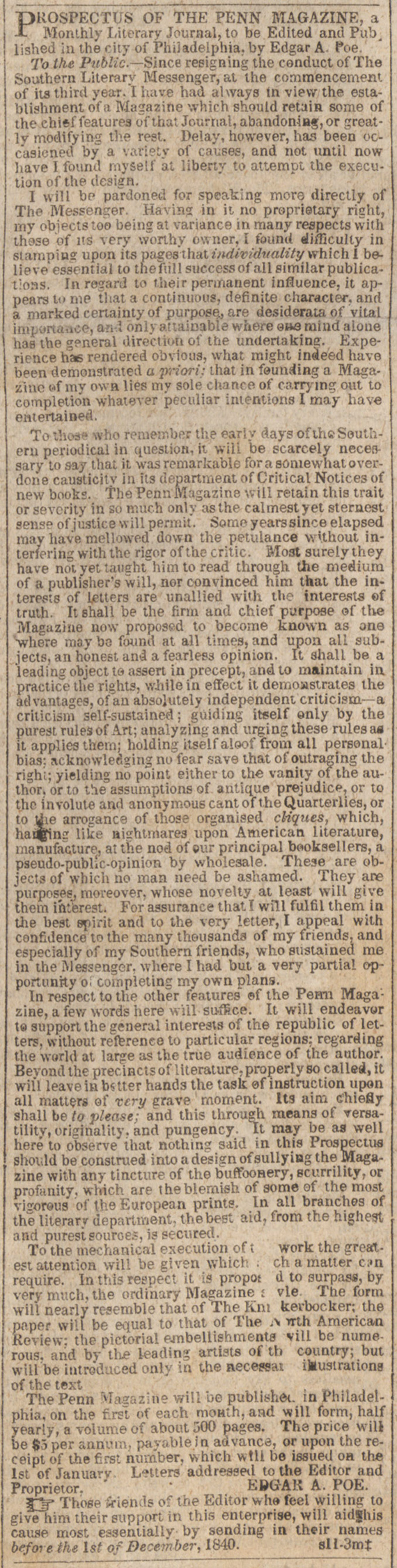
Reclamă din octombrie 1840 pentru revista The Penn, care va fi redenumită curând The Stylus.

Poe nu a fost în măsură să sprijine înființarea revistei sale cu banii proprii, în parte din cauza efectelor crizei de după Panica din 1837, și a căutat investitori. Pe 17 ianuarie 1840, Poe i-a scris o scrisoare prietenului și confratelui scriitor John Pendleton Kennedy, cerându-i ajutor pentru finanțarea revistei: „Din moment ce tu mi-ai dat primul start în lumea literară... nu te vei mai simți surprins de faptul că mă uit cu nerăbdare la tine pentru o încurajare în această nouă întreprindere”, a scris el. George Graham i-a oferit sprijin financiar și l-a angajat pe Poe ca redactor la revista sa, sugerând că-l va ajuta cu finanțarea revistei The Penn după șase luni. După ce Poe a început să lucreze la Graham's Magazine, Graham a publicat un anunț în Saturday Evening Post prin care informa publicul că publicarea revistei The Penn va fi „suspendată”.
Un alt posibil finanțator a fost colegul poet Thomas Holley Chivers, un prieten bogat al lui Poe, care va apăra mai târziu reputația postumă a lui Poe. Chivers credea că Poe era subapreciat la acel moment, mai ales pentru munca sa la Graham's Magazine, dar era îngrijorat de critica sa literară pe care o considera prea aspră. Este posibil ca lui Chivers să i se fi oferit, de asemenea, poziția de coredactor. El a refuzat propunerea din cauza faptului că atenția sa era distrasă de moartea fiicei sale, în vârstă de trei ani.
La începutul anului 1843, Poe l-a contactat pe Thomas C. Clarke, proprietarul revistei Saturday Museum din Philadephia. Un contract a fost semnat pe 31 ianuarie 1843, prin care s-a convenit ca primul număr să apară la 1 iulie. Ei s-au gândit să achiziționeze lista de abonați de la Southern Literary Messenger prin luna februarie. Prin luna mai a aceluiași an, Clarke și-a retras sprijinul său parțial din cauza unor dificultăților întâmpinate cu propria lui revistă, dar și din cauza temerilor legate de obiceiul de consum de alcool al lui Poe.
În februarie 1848, Poe a susținut o prelegere intitulată „On The Cosmography of the Universe” (publicată mai târziu ca Eureka: A Prose Poem) la Biblioteca Societății din New York. Poe a sperat ca profiturile de pe urma prelegerii să-i aducă fonduri semnificative pentru The Stylus. El se aștepta la un public de câteva sute de persoane; doar 60 de persoane au participat și mulți dintre ei au fost încurcați de subiect. Un ziar a făcut o recenzie foarte favorabilă a prelegerii și a recunoscut importanța sa ca strângere de fonduri:
„Noi înțelegem că scopul prelegerilor lui Poe este de a strânge capitalul necesar pentru înființarea unei reviste, pe care își propune să o numească „The Stylus”. Cei cărora le place literatura fără restricții și criticile fără mănuși ar trebuie să se înscrie de îndată ca abonați. În cazul în care există în lume un anatomist al gândirii, acesta este dl. Poe... Dificultățile severe care l-au vizitat pe dl. Poe în ultimul an l-au lăsat într-o poziție de a se dedica, prin autosacrificare, noii sale sarcini... el îi va acorda, fără îndoială, o atenție mai completă care o poate face singură o astfel de întreprindere de succes.”
Poe a avut parte de o susținere rezonabilă pentru The Stylus în lumea literară. William Gilmore Simms a scris în iunie 1843: „Dl. Poe este potrivit pentru a conduce o revistă literară. El este recunoscut ca unul dintre cei mai buni scriitori și critici ai noștri”. Mai multe persoane și organizații s-au abonat la revistă înainte de moartea lui Poe. O listă de potențiali abonați îi includea pe Nathan C. Brooks, William Cullen Bryant, Sarah Josepha Hale, Charles Fenno Hoffman, John Pendleton Kennedy, George Lippard, James Russell Lowell, Anna Cora Mowatt, Frances Sargent Osgood, James Kirk Paulding, Thomas Mayne Reid, Jeremiah N. Reynolds și Nathaniel Parker Willis. Mai multe societăți studențești au fost interesate, de asemenea, să se aboneze, inclusiv cele de la Colegiul Dickinson, Colegiul Hampden-Sydney, Colegiul Jefferson, Colegiul Lafayette, Colegiul Marshall, Colegiul St. John's și Colegiul St. Mary's din Maryland.

## Conținut
Poe avea planuri mărețe pentru aspectul revistei. El plănuia să stabilească standarde foarte ridicate, dorind o hârtie fină, gravuri de calitate superioară, critici ascuțite și o ficțiune originală îndrăzneață. Aceste standarde înalte urmau să se reflecte într-un abonament de 5 dolari, mai mare decât în mod obișnuit. În etapele inițiale de planificare, el a promis finanțatorilor că va începe cu 500 de abonați; numărul de abonați urma să crească la 5.000 până la sfârșitul celui de-al doilea an. „Nu există nici un motiv pentru care”, a spus el, „o astfel de revistă nu ar putea, în cele din urmă, să ajungă la un tiraj la fel de mare precum cel al Graham's din prezent - și anume de 50.000 de exemplare”. De asemenea, el a anticipat că va avea corespondenți la Berlin și Paris. James Russell Lowell i-a oferit un poem și, de asemenea, l-a convins pe Nathaniel Hawthorne să contribuie cu o povestire pentru primul număr ce urma să apară în 1843.